# Walter Connolly

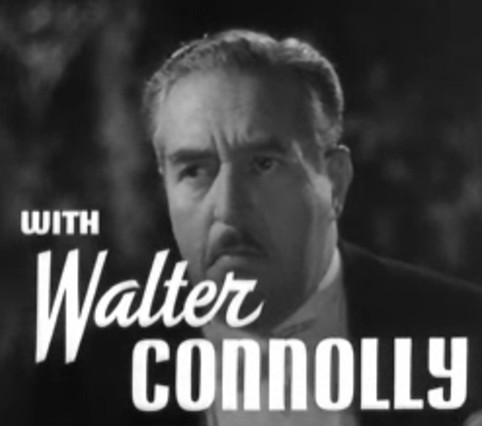
Walter Connolly en Libeled Lady (1936)

Walter Connolly (8 de abril de 1887 – 28 de mayo de 1940) fue un actor cinematográfico de nacionalidad estadounidense, con una trayectoria de casi cincuenta filmes rodados entre 1914 y 1939, siendo el más conocido de ellos It Happened One Night.

## Biografía
Nacido en Cincinnati, Ohio, Connolly fue un actor teatral de éxito que actuó en veintidós producciones representadas en el circuito de Broadway entre 1916 y 1935, destacando de entre ellas las obras Seis personajes en busca de autor, de Luigi Pirandello, y Tío Vania, de Antón Chéjov.
Su primera actuación en el cine llegó con dos filmes mudos, The Marked Woman (1914) y A Soldier's Oath (1915), rodando en 1930 su primera película sonora, Many Happy Returns. Sin embargo, su carrera en Hollywood no empezó realmente hasta 1932, cuando actuó en cuatro producciones. Sus personajes habituales eran exasperados hombres de negocios o periodistas, encarnando a menudo al padre de la actriz principal, como ocurrió en It Happened One Night (1934, película protagonizada por Clark Gable y Claudette Colbert), Broadway Bill (1934, con Warner Baxter y Myrna Loy), y Libeled Lady  (1936, con William Powell y Loy de nuevo). Otros papeles destacados fueron el del tío del personaje de Paul Muni en The Good Earth (1937), uno de los dos hombres que encontraba Huckleberry Finn en The Adventures of Huckleberry Finn (1939), y el asesor del General Yen en The Bitter Tea of General Yen (1933).
Connolly hizo sobre todo papeles de reparto, pero fue protagonista ocasional en The League of Frightened Men (1937, encarnando a Nero Wolfe), 5th Ave Girl (1939, producida por RKO Pictures, con Ginger Rogers), y The Great Victor Herbert (1939, su último film, en el cual interpretaba al personaje del título).
Como actor radiofónico, Connolly interpretó al personaje del título en The Adventures of Charlie Chan, programa de NBC Radio emitido entre 1932 y 1938.
Además de actuar, Connolly era aficionado a coleccionar libros antiguos y programas teatrales. Estuvo casado con la actriz Nedda Harrigan desde 1923 hasta el momento de su muerte, ocurrida en 1940 en Beverly Hills, California, a causa de un ictus. Fue enterrado en el Cementerio New St. Joseph de Cincinnati. Había tenido una hija, Ann, nacida en 1924 y fallecida en 2006.

## Selección de su filmografía
- The Marked Woman, de Oscar A.C. Lund (1914)
- A Soldier's Oath, de Oscar Apfel (1915)
- Many Happy Returns, de Arthur Hurley (1930)
- Plainsclothes Man (1932)
- Washington Merry-Go-Round, de James Cruze (1932)
- Man Against Woman, de Irving Cummings (1932)
- No More Orchids, de Walter Lang (1932)
- The Bitter Tea of General Yen, de Frank Capra (1933)
- Paddy the Next Best Thing, de Harry Lachman (1933)
- Dama por un día, de Frank Capra (1933)
- Man's Castle, de Frank Borzage (1933)
- Master of Men, de Lambert Hyllier (1933)
- East of Fifth Avenue, de Albert S. Rogell (1933)
- Eight Girls in a Boat, de Richard Wallace (1934)
- It Happened One Night, de Frank Capra (1934)
- Once to Every Woman, de Lambert Hyllier (1934)
- Twentieth Century, de Howard Hawks (1934)
- Whom the Gods Destroy, de Walter Lang (1934)
- Servants' Entrance, de Frank Lloyd y Walt Disney (1934)
- Lady By Choice, de David Burton (1934)
- The Captain Hates the Sea, de Lewis Milestone (1934)
- Broadway Bill, de Frank Capra (1934)
- Father Brown, Detective, de Edward Sedgwick (1934)
- So Red the Rose, de King Vidor (1935)
- She Couldn't Take It, de Tay Garnett (1935)
- One-Way Ticket, de Herbert J. Biberman (1935)
- White Lies, de Leo Bulgakov (1935)
- Soak the Rich, de Ben Hecht y Charles MacArthur (1936)
- The Music Goes 'Round, de Victor Schertzinger (1936)
- The King Steps Out, de Josef von Sternberg (1936)
- Libeled Lady, de Jack Conway (1936)
- The Good Earth, de Sidney Franklin (1937)
- Nancy Steele Is Missing!, de George Marshall (1937)
- Let's Get Married, de Alfred E. Green (1937)
- The League of Frightened Men, de Alfred E. Green (1937)
- Nothing Sacred, de William A. Wellman (1937)
- First Lady, de Stanley Logan (1937)
- Penitentiary, de John Brahm (1938)
- Start Cheering, de Albert S. Rogell (1938)
- Four's a Crowd, de Michael Curtiz (1938)
- Too Hot to Handle, de Jack Conway (1938)
- The Girl Downstairs, de Norman Taurog (1938)
- The Adventures of Huckleberry Finn, de Richard Thorpe (1939)
- Bridal Suite, de Wilhelm Thiele (1939)
- Good Girls Go to Paris, de Alexander Hall (1939)
- Coast Guard, de Edward Ludwig (1939)
- 5th Ave Girl, de Gregory La Cava (1939)
- Those High Grey Walls, de Charles Vidor (1939)
- The Great Victor Herbert, de Andrew L. Stone (1939)